# 난따왓 딴소파
난따왓 딴소파(태국어: นันทวัฒน์ แทนโสภา, Nantawat Tansopa, 1984년 2월 22일 ~ )는 태국의 축구 선수이다. 포지션은 공격수이다.

## 선수 경력
2008년에 AFC 챔피언스리그 득점왕을 차지했다.